# Programari wiki
El programari wiki o les eines de programari per a wikis són una forma de programari col·laboratiu per a donar suport a les Wikis. Usualment s'implementen via la interfície CGI dels servidors web. Un Wiki és un lloc que permet llegir, editar i crear pàgines que al final són visualitzades en format HTML. Els wikis s'utilitzen com suport per a la col·laboració, per a documentació, recopilació d'informacions, etc. Típicament, les pàgines s'emmagatzemen en una base de dades i s'inclouen hipervincles generats dinàmicament. La Wikipedia és un exemple de wiki.

## Història
El primer programari per a viquipèdies, va ser creat per Ward Cunningham cap a 1995.. En l'actualitat, existeix una gran varietat d'eines per a wikis. Molts d'ells es distribueixen amb llicència GPL.
Un programari per a wikis inclou tot el necessari per a córrer un wiki. Açò pot incloure, a més del motor Wiki, un servidor Web, una eina de suport de versions, un editor WYSIWYG en Javascript, un generador de gràfiques, de notació matemàtica, una eina de dibuix i moltes altres extensions possibles...

## Algunes eines de programari per a wikis

### EnJava
- Clearspace
- Confluence
- HMath
- JSPWiki
- SnipSnap
- WikiWeka
- POPWiki

### EnPerl
- OddMuse
- UseModWiki
- Kwiki
- Lexi
- Socialtext
- TWiki
- Ariel

### EnPHP
- CitiWiki
- MediaWiki
- PhpWiki
- PmWiki
- QwikiWiki
- TikiWiki
- TipiWiki
- Visualwiki
- WackoWiki
- WakkaWiki
- WikkaWiki
- UniWakka
- WikiRootry
- DokuWiki

### EnPython
- MoinMoin
- Piki
- Pikie
- ViewVC
- Wikinehesa
- WyPy
- Zwiki

### EnSmalltalk
- Swiki

### EnRuby
- Instiki

### Llenguatge de desenvolupament desconegut
- MyWiki
- ProjectForum
- Riters
- Parsewiki